# Phaeographis litoralis
Phaeographis litoralis är en lavart som först beskrevs av A. W. Archer, och fick sitt nu gällande namn av A. W. Archer. Phaeographis litoralis ingår i släktet Phaeographis och familjen Graphidaceae.   Inga underarter finns listade i Catalogue of Life.